# Lampria circumdata
Lampria circumdata är en tvåvingeart som beskrevs av Luigi Bellardi 1861. Lampria circumdata ingår i släktet Lampria och familjen rovflugor. Inga underarter finns listade i Catalogue of Life.